# Pluridens
Pluridens — рід вимерлих плазунів підродини Халізаврові родини Мозазаври підряду ящірок. Мали 3 види. Мешкали у пізньому крейдовому періоді — наприкінці кампанського й на початку маастрихтського ярусів. Наукова назва перекладається як «Багатозубий».

## Опис
Викопні рештки P. serpentis — два повних черепа і кілька окремих щелеп — дозволили вченим ретельніше вивчити будову представників цього роду, оскільки до того було знайдено окремі невеличкі фрагменти кісток.
Середня довжина більшості видів становила 5 м, максимальна — сягала 8-10 м. У порівнянні з іншими представниками своєї підродини мали довші й масивні щелепи з більшою кількістю витягнутих, вузьких зубів (майже удвічі більші ніж в інших мозазаврів) і меншими очима. Зуби в поперечному розрізі майже круглі. Коронки зубів маленькі й неглибокі, кінчики ззаду зогнуті. Щелепи в деяких зразках міцні, можливо, використовувались для бою за самиць або територію. Також на щелепах виявили велику кількість нервово-судинних отворів, що свідчить про розвинену механорецепцію. З огляду на це припускають наявність хеморецепції за допомогою роздвоєного язика. Мали невеличкі очі, що свідчить про поганий зір.

## Спосіб життя
Воліли до середніх та невеличких глибин, полювали на невелику рибу та молюсків, використовуючи зміни тиску води для виявлення здобичі в умовах низької освітленості. Вважається, що практично не мали ворогів.

## Розповсюдження
Більшість викопних рештків знайдено у Марокко та південнозахідному Нігері та північної Нігерії. Тому вважається, що ці мозазаври мешкали на території сучасної Західної Африки (включно з західними областями Сахари), коли ті області перебували під водою.

## Види
- Pluridens walkeri з Нігеру
- Pluridens calabaria з Нігерії
- Pluridens serpentis з Марокко